# Anonymous (Stray from the Path)
Anonymus è il sesto album in studio del gruppo musicale statunitense Stray from the Path, pubblicato il 17 settembre 2013 dalla Sumerian Records.

## Tracce
1. False Flag – 4:11
2. Badge & a Bullet – 4:25
3. Radio (feat. Jesse Barnett) – 3:21
4. Scissor Hands (feat. Jason Aalon Butler) – 4:02
5. Black Friday – 2:54
6. Counting Sheep – 3:13
7. Slice of Life – 3:21
8. Tell Them I'm Not Home – 3:31
9. Landmines – 5:07
10. Anonymous – 3:56

## Formazione
Stray from the Path
- Andrew Dijorio – voce
- Thomas Williams – chitarra
- Anthony Altamura – basso, voce secondaria
- Dan Bourke – batteria, percussioni

Altri musicisti
- Jesse Barnett – voce in Radio
- Jason Aalon Butler – voce in Scissor Hands

## Classifiche
| Classifica (2011)         | Posizione massima |
| ------------------------- | ----------------- |
| Stati Uniti               | 40                |
| Stati Uniti (independent) | 3                 |
| Stati Uniti (alternative) | 12                |
| Stati Uniti (hard rock)   | 3                 |
| Stati Uniti (rock)        | 15                |